# Il giorno del Dottore
Il giorno del Dottore (The Day of The Doctor) è un episodio speciale della serie di fantascienza britannica Doctor Who, che celebra il 50º anniversario della serie. È stato scritto da Steven Moffat ed è andato in onda su BBC One il 23 novembre 2013, sia in 2D che in 3D. Lo speciale è stato trasmesso contemporaneamente in 94 paesi e proiettato in alcuni cinema in 3D. È stato inserito nel Guinness dei primati per il più grande simulcast di un programma televisivo e ha vinto un premio BAFTA nel 2014.
Nello speciale viene raccontato l'ultimo giorno della Guerra del tempo, in cui il War Doctor (John Hurt) decide di sterminare Dalek e Signori del Tempo per porre fine al loro sanguinoso conflitto; mentre nel presente l'organizzazione paramilitare UNIT pianifica di distruggere Londra per impedire un'invasione aliena. Grazie a Clara Oswald, all'ultimo istante il Dottore cambia idea, e decide di nascondere il suo pianeta natale anziché distruggerlo. Sfortunatamente, le distorsioni spazio-temporali subìte fanno sì che la sua ultima incarnazione non ricordi la decisione presa.
L'episodio ha come protagonisti Matt Smith nel ruolo dell'Undicesimo Dottore e Jenna Coleman in quello della sua companion Clara Oswald. David Tennant e Billie Piper, protagonisti delle stagioni precedenti, hanno fatto ritorno nella serie; Tennant riprendendo il ruolo di Decimo Dottore, mentre Piper quello di un'arma senziente chiamata Il Momento, che prende le sembianze del personaggio Rose Tyler. Vi è anche una breve apparizione dell'allora futuro Dodicesimo Dottore (Peter Capaldi), e un cameo di Tom Baker, che ha interpretato il Quarto Dottore nella serie classica. Altre guest star sono Joanna Page nel ruolo della Regina Elisabetta I e Jemma Redgrave in quello di Kate Stewart, figlia del Brigadiere Lethbridge-Stewart che ha avuto un ruolo centrale nella serie negli anni 1970. Lo speciale vede anche il ritorno dei Dalek e degli Zygon, alieni mutaforma apparsi precedentemente solamente in Terror of the Zygons nel 1975.
Celebrando i cinquant'anni della serie, nell'episodio sono presenti varie citazioni a episodi passati. È stato definito una "lettera d'amore ai fan" dal produttore della serie Marcus Wilson e un "event drama" dal controller della BBC One Danny Cohen.

## Mini-episodi
Il giorno del Dottore è preceduto da due mini-episodi, usciti il 14 e il 21 novembre 2013: La notte del Dottore e L'ultimo giorno. Scritti da Steven Moffat, trattano degli eventi che si verificano durante la Guerra del Tempo tra i Signori del Tempo e la loro nemesi, i Dalek.
Ne La notte del dottore, Paul McGann riprende il ruolo dell'Ottavo Dottore interpretato nel film per la televisione del 1996 e nei successivi audiodrammi di Big Finish. Non partecipa alla Guerra del Tempo e cerca di salvare un membro dell'equipaggio di un'astronave che sta per schiantarsi. Rendendosi conto che il suo salvatore è un Signore del Tempo, rifiuta il suo aiuto e preferisce morire piuttosto che andare con lui. Entrambi muoiono a causa dello schianto su Karn. Il Dottore viene riportato temporaneamente in vita dalla Sorellanza di Karn (che possiede l'Elisir della Vita nel serial del 1976 The Brain of Morbius). La Sorellanza convince il Dottore a prendere parte alla Guerra del Tempo, offrendogli una serie di pozioni per controllare la sua rigenerazione. Accettando con riluttanza che l'universo non ha più bisogno di un dottore, sceglie una pozione progettata per generare un'incarnazione "guerriera" fino ad allora sconosciuta (accreditata nei titoli di coda come "War Doctor" e interpretata da John Hurt).
L'ultimo giorno è girato dalla prospettiva di un soldato di Gallifrey che indossa una telecamera. Dei soldati sono in cerca di Dalek ad Arcadia, la seconda città di Gallifrey, creduta il posto più sicuro del pianeta natale dei Signori del Tempo a causa delle sue difese inespugnabili. Durante un'esercitazione, un oggetto nel cielo viene identificato come la prima di una serie di navi Dalek che riescono a invadere il pianeta, uccidendo i soldati. La "Caduta di Arcadia" diventa la battaglia centrale della Guerra del Tempo, attorno a cui ruotano gli eventi del Giorno del Dottore.

## Trama
L'Undicesimo Dottore e Clara Oswald vengono convocati dall'organizzazione militare UNIT, guidata da Kate Stewart, per esaminare un misterioso dipinto situato in un caveau segreto presso la National Gallery. Il dipinto è tridimensionale e i personaggi ritratti sono scomparsi. Mentre il dipinto viene esaminato, sopra di loro si apre una fessura nel tempo e il Dottore ci salta dentro.

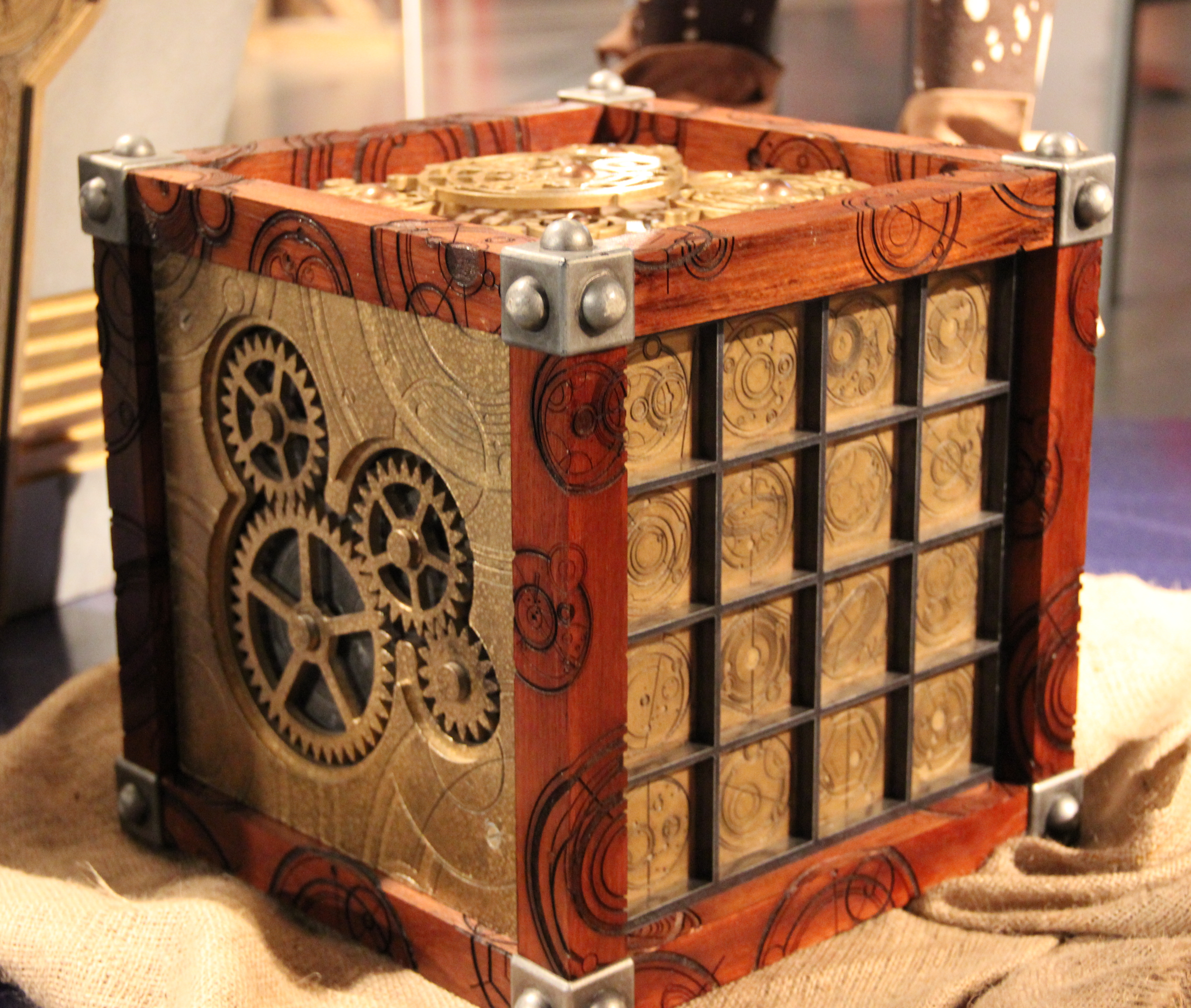
L'oggetto di scena utilizzato per Il Momento esposto alla Doctor Who Experience a Cardiff.

Durante la Guerra del Tempo tra i Signori del Tempo e i Dalek, il War Doctor — una incarnazione fino ad allora sconosciuta del Dottore — decide di attivare un'antica arma chiamata Il Momento per annientare entrambe le parti. Il Momento, che è senziente e prende le sembianze della futura compagna Rose Tyler, mette in discussione il fatto che il genocidio sia l'opzione migliore per mettere fine alla Guerra del Tempo, e mette in guardia il Dottore che la sua punizione in caso decida di procedere sarebbe sopravvivere mentre il resto della sua razza muore. Il Momento si offre di mostrare al Dottore come questa decisione lo trasformerà e apre una fessura nel tempo verso il Decimo e l'Undicesimo Dottore. I tre Dottori si incontrano nell'anno 1562, dove il Decimo Dottore è sulle tracce di uno Zygon, il quale ha presumibilmente preso le sembianze della regina Elisabetta I, che li cattura e imprigiona nella Torre di Londra.
Nel frattempo, al Black Archive della UNIT situato presso la Torre di Londra del presente, Clara apprende che gli Zygon dell'età elisabettiana sono entrati nel dipinto tridimensionale e sono riemersi nel 2013, prendendo le sembianze di membri della UNIT per poterne utilizzare armi e tecnologia. Nella loro cella, i tre Dottori escogitano un piano di fuga e apprendono dalla vera Elisabetta il piano degli Zygon per conquistare la Terra. Kate Stewart si chiude dentro al Black Archive assieme agli Zygon, dando inizio a un conto alla rovescia per far detonare una testata nucleare sotto l'archivio. I Dottori, impossibilitati a far materializzare il TARDIS all'interno del Black Archive, usano la tecnologia dei Signori del Tempo per entrare nel dipinto. Riemergono nel presente e usano un dispositivo della UNIT che fa dimenticare loro se siano umani o Zygon. Il conto alla rovescia viene interrotto ed entrambe le parti iniziano un negoziato per una convivenza pacifica.
Il War Doctor, ormai convinto che far detonare Il Momento salverebbe molte altre vite nel lungo periodo, torna del suo tempo. Gli altri due Dottori lo seguono coi loro TARDIS con l'intenzione di aiutarlo a condividere il suo fardello. Dopo che Clara ricorda loro la scelta del titolo "Dottore" e ciò che rappresenta, i Dottori escogitano una soluzione alternativa. Progettano di utilizzare la tecnologia dei Signori del Tempo per congelare l'intero pianeta di Gallifrey in un singolo momento nel tempo, che rimarrebbe intrappolato in un universo tasca, venendo aiutati da tutte le loro precedenti incarnazioni. Quando Gallifrey scompare, le navi Dalek che lo circondavano si sparano a vicenda sotto il loro fuoco incrociato, seppure all'apparenza sembri che entrambe le specie si siano annientate a vicenda.
I tre Dottori e Clara ritornano alla Galleria, incerti se il piano abbia funzionato. Il War Doctor è lieto di non aver messo in atto il suo piano originale, sebbene sia consapevole che, a causa del paradosso temporale, né lui né il Decimo Dottore si ricorderanno di cosa è successo, e dovranno continuare a vivere col senso di colpa. Entrambi si ritirano nei rispettivi TARDIS e vanno via. Appena entrato nel proprio mezzo il War Doctor inizia a rigenerarsi nel Nono Dottore. 
L'Undicesimo Dottore, ora solo, inizia a meditare sulla possibilità di andare in pensione e diventare il curatore del museo, quando viene interrotto da quello vero, interpretato da Tom Baker (che suggerisce possa essere una futura rigenerazione del Dottore). Mentre parlano, il curatore rivela che il titolo del dipinto, che si pensava fosse Non più o La caduta di Gallifrey, è in realtà La caduta di Gallifrey non più, implicando che i Dottori sono riusciti a salvare il pianeta.
Nella scena finale, il Dottore descrive un sogno ricorrente in cui osserva Gallifrey assieme alle sue precedenti incarnazioni, e afferma di essere diretto a casa, facendo la strada più lunga.

## Personaggi e interpreti

### Il Dottore
- Undicesimo Dottore, interpretato da Matt Smith, doppiato da Nanni Baldini.
- Decimo Dottore, interpretato da David Tennant, doppiato da Christian Iansante.
A eccezione di alcuni flashback e filmati d'archivio, Tennant non appariva in Doctor Who dal suo episodio finale La fine del tempo, andato in onda il 1º gennaio 2010.
- War Doctor, interpretato da John Hurt, doppiato da Gianni Giuliano.
Incarnazione guerriera dimenticata che ha rinunciato al titolo di Dottore, si colloca temporalmente tra l'Ottavo e il Nono Dottore.
- Nono, Ottavo, Settimo, Sesto, Quinto, Quarto, Terzo, Secondo, Primo Dottore, interpretati rispettivamente da Christopher Eccleston, Paul McGann, Sylvester McCoy, Colin Baker, Peter Davison, Tom Baker, Jon Pertwee, Patrick Troughton e William Hartnell.
Appaiono sotto forma di filmati d'archivio, accreditati collettivamente come "Il Dottore".
- Primo Dottore (voce), interpretato da John Guilor, che ha imitato la voce di William Hartnell (doppiata da Giovanni Petrucci) ed è stato accreditato come "Voice Over Artist".[16]
- Dodicesimo Dottore, interpretato da Peter Capaldi.
Non accreditato, appare per qualche secondo alla guida del suo TARDIS e ne vengono inquadrati solo gli occhi e la fronte; succederà a Matt Smith nello speciale natalizio dello stesso anno, Il tempo del Dottore.[17][18]

### Altri

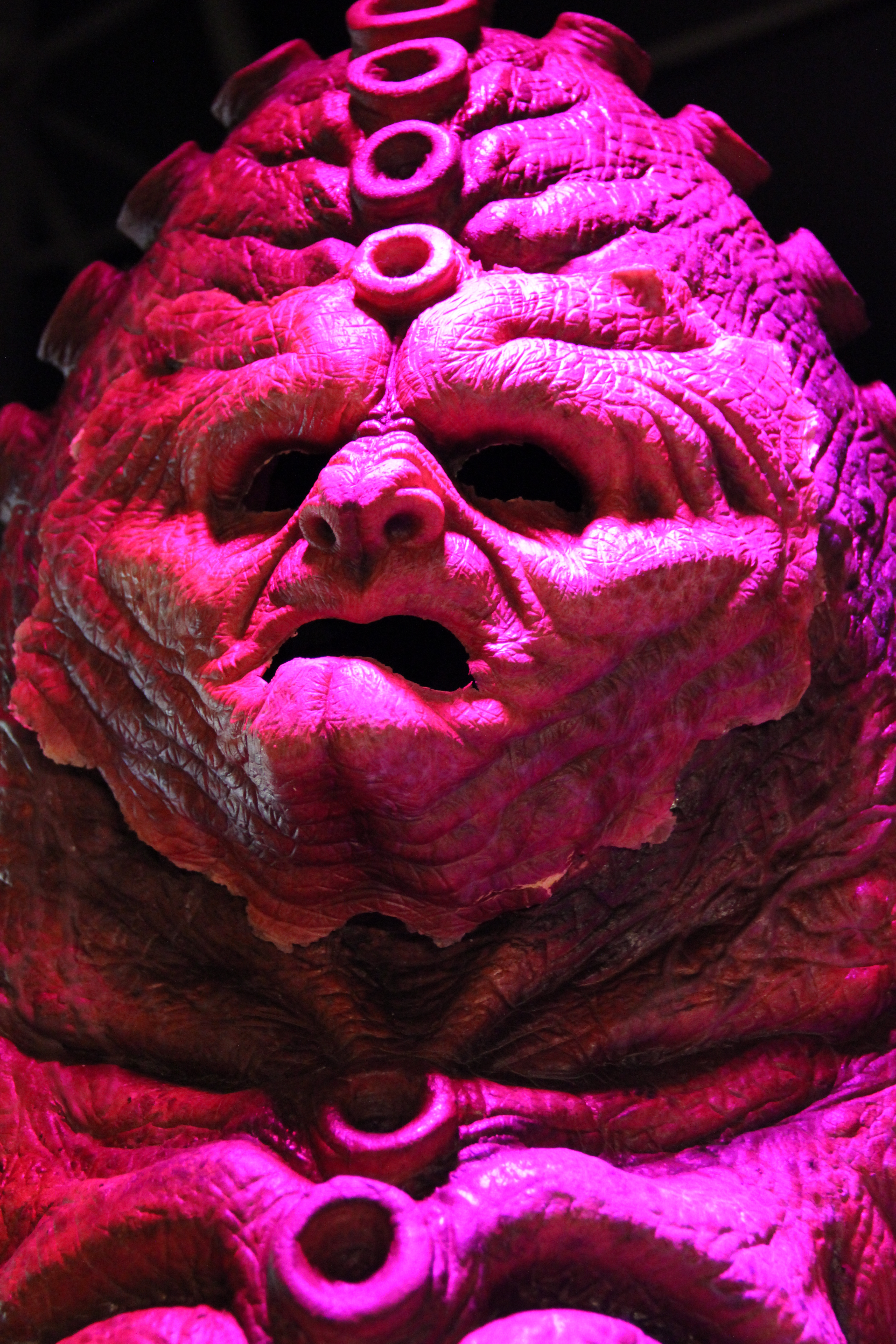
Il costume Zygon esposto alla Doctor Who Experience a Cardiff.

- Clara Oswald, interpretata da Jenna Coleman, doppiata da Domitilla D'Amico.
Companion del Dottore, accreditata semplicemente come Jenna Coleman, anziché Jenna-Louise Coleman come negli episodi precedenti.[19]
- Rose Tyler, interpretata da Billie Piper,[20] doppiata da Federica De Bortoli.
È la sembianza che assume Il Momento, un'arma di distruzione di massa senziente di Gallifrey. Piper non faceva parte del cast regolare da L'esercito dei fantasmi (seconda parte), pur avendo partecipato in vari episodi della quarta stagione e in un breve cameo in La fine del tempo.[11]
- Kate Stewart, interpretata da Jemma Redgrave, doppiata da Laura Boccanera.
Figlia del Brigadiere e già apparsa in La potenza di tre, il personaggio trae le sue origini dagli spin-off direct-to-video Downtime e Dæmos Rising,[12] in cui è interpretata da Beverley Cressman.
- Elisabetta I d'Inghilterra, interpretata da Joanna Page,[21][22][23] doppiata da Francesca Guadagno.
Page è la terza attrice a interpretare Elisabetta I in Doctor Who, dopo Vivienne Bennet (The Chase) e Angela Pleasence (Il codice shakespeariano).
- Osgood, interpretata da Ingrid Oliver,[24] doppiata da Gemma Donati.
Nell'episodio, Osgood indossa una copia dell'iconica sciarpa del Quarto Dottore.[25]
- Androgar, interpretato da Peter de Jersey. Un Signore del Tempo.[26]
- Generale di Gallifrey, interpretato da Ken Bones,[27] doppiato da Saverio Moriones.
- McGilliop, interpretato da Jonjo O'Neill.
- Zygon, interpretati da Aidan Cook e Paul Kasey.
- Dalek e Zygon (voci), interpretati da Nicholas Briggs.
- Dalek, interpretati da Barnaby Edwards e Nicholas Pegg.
- Il Curatore, interpretato da Tom Baker, doppiato da Michele Kalamera e Diego Reggente.[28]
Un personaggio misterioso che alla fine dell'episodio informa l'Undicesimo Dottore della sopravvivenza di Gallifrey. La sua somiglianza col Quarto Dottore viene accennata, ma non esplicitamente spiegata.[17][18]

## Produzione

### Sceneggiatura
Il giorno del Dottore è stato scritto da Steven Moffat, l'allora head writer di Doctor Who, diretto da Nick Hurran e prodotto da Marcus Wilson. Come ha dichiarato in un'intervista rilasciata in occasione del film Le avventure di Tintin, Moffat stava sviluppando idee per il 50º anniversario già nel 2011, e ha iniziato a scriverne la sceneggiatura nel 2012, di cui non aveva prodotto alcuna copia e custodiva al sicuro nel proprio computer fino a quando ce ne fosse stato bisogno. Prima dell'uscita dell'episodio, Moffat ha dichiarato che la maggior parte delle notizie che circolavano sul 50° erano false, e che non fosse lui il responsabile delle voci di corridoio che circolavano, sebbene ne avesse messa in giro qualcuna in passato in altre occasioni. Sull'importanza dell'episodio, Moffat ha dichiarato che avrebbe cambiato la narrativa di Doctor Who.
In un'intervista al Doctor Who Magazine, Moffat ha affermato che inizialmente la storia era basata sull'idea che il Nono Dottore, interpretato da Christopher Eccleston, fosse stato l'incarnazione responsabile della fine della Guerra del Tempo, nonostante avesse dei dubbi al riguardo. Nell'episodio pilota della serie, infatti, sembra essersi appena rigenerato. Neanche l'Ottavo Dottore di Paul McGann gli sembrava adatto.
Una volta chiaro che Eccleston non sarebbe tornato, Moffat ha optato per una storia alternativa contenente un Dottore che appare per un solo episodio.
Moffat riteneva importante assegnare a Billie Piper un ruolo diverso da Rose Tyler, poiché il personaggio era già tornato altre volte nel corso della quarta stagione in diversi cameo, in particolare nel doppio episodio finale La Terra rubata / La fine del viaggio, in cui aveva un ruolo centrale, e La fine del tempo. Ciò ha portato allo sviluppo del Momento, che viene già menzionato nell'episodio La fine del tempo. Piper era dello stesso parere di Moffat, nonostante amasse il personaggio di Rose.
Anche se alla fine Smith e Tennant hanno partecipato all'episodio, in quel momento nessuno dei due attori era sotto contratto con la serie, e a un certo punto Moffat ha dovuto ideare una trama con Coleman come unico membro regolare del cast, in caso gli altri avessero declinato. Sapendo che Matt Smith era intenzionato a lasciare la serie, Moffat ha scritto lo speciale con già in mente la breve apparizione del Dodicesimo Dottore, già prima del casting per l'attore che lo avrebbe interpretato.
I Dottori si sarebbero riuniti per salvare Gallifrey, e ce ne sarebbe stato uno nuovo a unirsi a loro.
Gli episodi di Doctor Who che celebrano un anniversario sono solitamente intitolati in base al numero dei Dottori che ritornano per l'occasione, come avviene per The Three Doctors e The Five Doctors. In un'intervista alla rivista SFX Moffat ha spiegato la scelta del titolo, commentando quanto sia raro che gli episodi di Doctor Who siano incentrati su ciò che accade al Dottore; di solito i veri protagonisti sono le persone intorno a lui, ed egli è solo l'eroe che salva tutti. Nel Giorno del Dottore, invece, è proprio il Dottore il protagonista della storia, nel suo giorno più importante che ricorderà per sempre.

### Casting
Il 30 marzo 2013, a causa di un errore di distribuzione, molti abbonati al Doctor Who Magazine hanno ricevuto la rivista cinque giorni prima dell'uscita ufficiale. Nel numero era presente l'annuncio ufficiale della partecipazione allo speciale di David Tennant e Billie Piper, che avevano precedentemente interpretato il Decimo Dottore e Rose Tyler, e dell'attore John Hurt. Moffat era contrario a rivisitare il personaggio di Rose, poiché credeva che la sua storia fosse ormai conclusa da Davies. Tuttavia, gli piaceva l'idea di utilizzare il personaggio del Lupo Cattivo; riteneva infatti importante la presenza di Piper nello speciale per il ruolo chiave che ha avuto nella rinascita di Doctor Who.
John Hurt non ha fatto un vero e proprio provino per la sua parte, e quando gli è stato chiesto di partecipare ha dato molto presto la sua disponibilità. Il suo vestito doveva sottolineare quanto il suo personaggio fosse più "rougher, tougher", e avesse una lunga storia alle spalle, per lo più sconosciuta al pubblico. Al fine di dare questo effetto fu anche approvata la richiesta di Hurt di tenere la barba.
Christopher Eccleston ha discusso con Moffat la possibilità di una sua partecipazione all'episodio, ma alla fine ha rifiutato di riprendere i panni del Nono Dottore. Sylvester McCoy, che interpretava il Settimo Dottore, ha dichiarato che nessuno degli attori viventi che avevano interpretato il Dottore prima di Eccleston era stato contattato per lo speciale. Colin Baker lo ha confermato durante un'intervista alla televisione australiana assieme a McCoy e Paul McGann. McGann, tuttavia, non ha escluso una sua partecipazione dell'ultimo momento. Radio Times ha riportato delle voci riguardo alla partecipazione di un Dottore della serie classica (pre-2005) nello speciale. Freema Agyeman e John Barrowman, che hanno interpretato i companion del Decimo Dottore Martha Jones e Jack Harkness, hanno entrambi dichiarato che non sarebbero stati nel 50°, ma che prima o poi sarebbero potuti ritornare nella serie. Barrowman ha affermato che gli sarebbe piaciuto esserci, ma ha ipotizzato che i produttori volessero provare cose diverse.

### Riprese

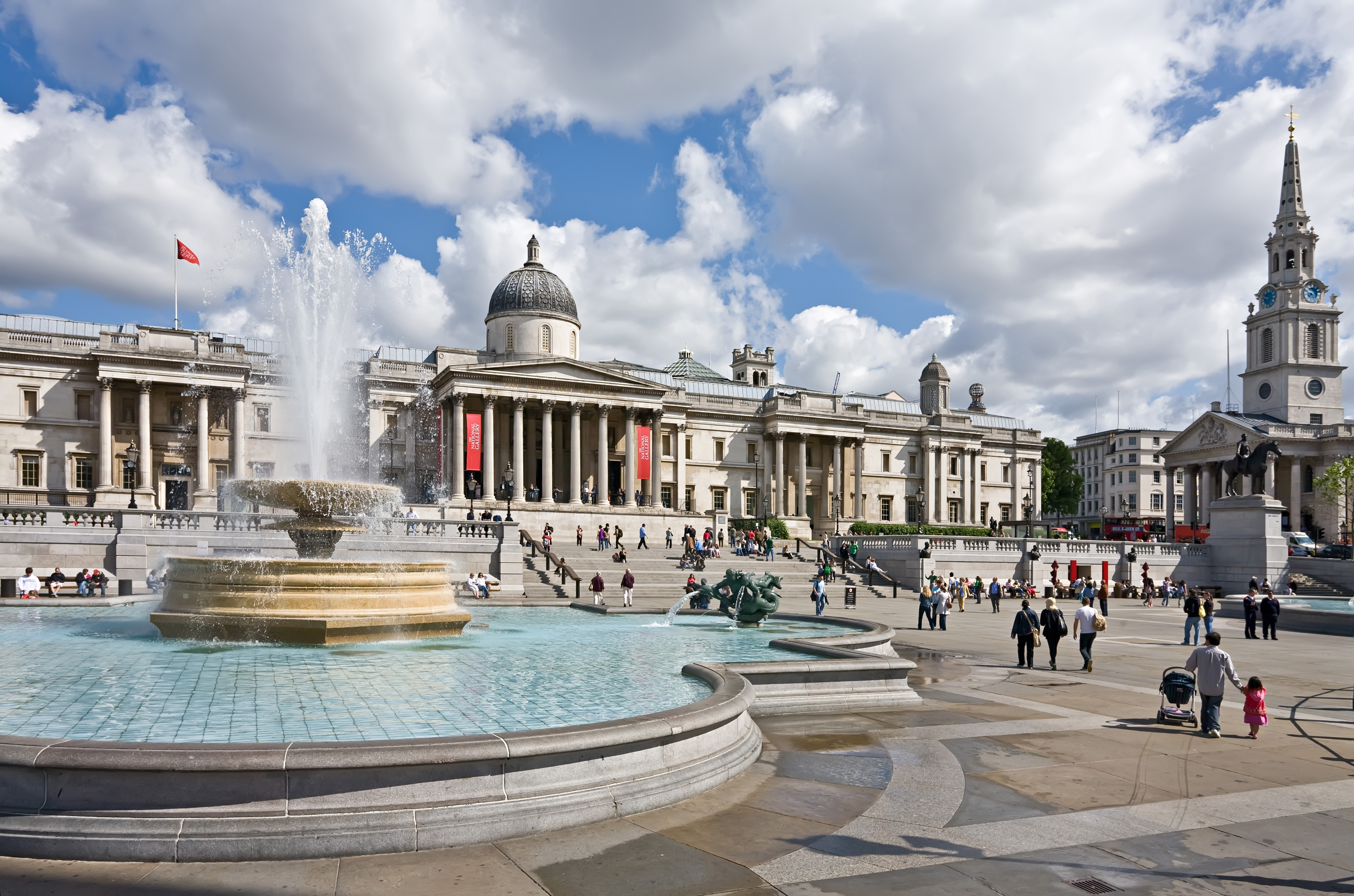
Alcune riprese si sono svolte nell'iconica Trafalgar Square di Londra.

Poiché Il giorno del Dottore è stato girato in 3D, l'episodio ha richiesto più tempo del solito per essere ultimato, e ogni scena che faceva uso di CGI è dovuta essere renderizzata due volte.
Le riprese sono avvenute nel 2013 e sono proseguite per circa cinque settimane, dal 28 marzo al 4 maggio. I primi tre giorni si sono svolti interamente presso gli studi di produzione della serie a Roath Lock, Baia di Cardiff; in quel periodo sono state girate alcune scene ambientate nella National Gallery e nel TARDIS dell'Undicesimo Dottore.
Le riprese per le scene all'aperto sono iniziate il 2 aprile 2013. La prima è stata girata presso l'Ivy Tower a Tonna, Neath. La scena in cui Clara guida la moto per recarsi nel TARDIS e la prima parte del trasporto in elicottero è stata girata sulla Gelligaer Common Road a Bedlinog. Il resto della scena è stato poi girato il 6 aprile a MOD St Athan, e il 9 aprile a Trafalgar Square, Londra.
Il 17 aprile 2013 Matt Smith, Jenna Coleman, Billie Piper e David Tennant hanno filmato le scene a Chepstow, nel Monmouthshire, in Galles, e altre scene sono state girate presso il Castello di Chepstow. Il 2 maggio 2013 sono state filmate a Cardiff le scene che hanno luogo a Totter's Lane e la Coal Hill school, già presenti nel primissimo episodio del 1963 An Unearthly Child, nel serial del 1985 Attack of the Cybermen, e in quello del 1988 Remembrance of the Daleks. Le riprese dello speciale sono state completate il 5 maggio 2013. Dal 4 al 5 maggio 2013, Paul McGann ha preso parte alle riprese de La notte del Dottore. Le riprese si sono concluse cinque mesi dopo, il 3 ottobre, con il cameo di Peter Capaldi girato in concomitanza con Il tempo del Dottore, sua prima apparizione ufficiale.
Per filmare le scene della Guerra del Tempo sono state usate delle miniature realizzate da Mike Tucker e la sua azienda The Model Unit. I modellini Dalek usati erano dei giocattoli di 45 centimetri prodotti da Character Options. Usare giocattoli Dalek come modelli era una tecnica molto comune durante la serie classica.

## Colonna sonora
Una selezione di brani della colonna sonora de Il giorno del Dottore, composti da Murray Gold, è stata pubblicata il 24 novembre 2014 da Silva Screen Records. L'album include del materiale non utilizzato nell'episodio.

### Tracce
1. I.M Foreman – 1:10
2. Will There be Cocktails? – 0:40
3. It's Him (The Majestic Tale) – 2:05
4. He Was There – 4:23
5. No More – 1:06
6. The War Room – 1:42
7. Footprints In The Sand – 1:43
8. Who Are You – 4:38
9. England 1562 – 1:03
10. Nice Horse – 1:43
11. The Fez and the Portal – 2:44
12. Two Doctors – 1:02
13. Three Doctors – 1:56
14. Somewhere to Hide – 1:50
15. Rescue the Doctor – 1:08
16. 2.47 Billion – 4:28
17. Zygon In The Painting – 1:35
18. Man and Wife – 1:33
19. We Don't Need To Land – 2:27
20. We Are The Doctors – 0:49
21. The Moment Has Come – 3:06
22. This Time There's Three Of Us (The Majestic Tale) – 7:03
23. Song For Four / Home – 3:41

## Promozione

### Trailer
Il primo trailer per lo speciale è stato mostrato al San Diego Comic-Con nel luglio 2013. La decisione della BBC di non pubblicare il trailer online per i fan internazionali è stata controversa. Il 26 luglio, la BBC ha risposto alle critiche dichiarando che il trailer fosse un'esclusiva per i partecipanti al Comic-Con e che altri contenuti sarebbero stati disponibili per tutti in un secondo momento.
Il 28 settembre la BBC ha dichiarato che il trailer per lo speciale era stato girato ed era in post-produzione. Il 19 ottobre 2013 è stato mostrato sulla BBC One, e successivamente pubblicato anche online, uno speciale teaser trailer, diretto da Matt Losasso. Esso mostrava oggetti iconici della storia della serie, con un monologo di Matt Smith e controfigure e CGI per creare scene coi Dottori precedenti.
Una clip tratta da Il giorno del Dottore è andata in onda il 15 novembre al Children in Need della BBC. Il trailer ufficiale per l'episodio è uscito nel Regno Unito il 9 novembre alle 20 GMT, prima del previsto poiché era già trapelato nella pagina Facebook di BBC Latin America. Un secondo trailer ufficiale è stato pubblicato poco dopo.
Inoltre, prima della pubblicazione dei trailer principale, è uscita una breve clip con una scena dell'Undicesimo Dottore e Clara intenti a esaminare un dipinto impossibile. Il 10 novembre 2013, un breve filmato dell'Undicesimo Dottore che annunciava "The clock is ticking" ha interrotto una promo della BBC, seguito da un'altra interruzione il giorno successivo col Dottore che diceva "It's all been leading to this..."

### Campagna virale
Il 28 settembre, la BBC ha lanciato un hashtag su Twitter (#SaveTheDay) e un teaser per pubblicizzare lo speciale, che sono stati mostrati rispettivamente prima e dopo la première di Atlantis su BBC One. L'hashtag è stato usato per rivelare tutto il successivo materiale promozionale. Il 7 novembre 2013 è stato pubblicato un video con Matt Smith nel ruolo del Dottore per promuovere hashtag e contenuti esclusivi, pubblicati poi in un sito web creato per l'occasione.

## Trasmissione e distribuzione
Paesi in cui l'episodio è andato in onda in televisione.
     Paesi in cui l'episodio è stato proiettato al cinema.
     Paesi in cui l'episodio è stato trasmesso sia in televisione che al cinema.

Paesi in cui Il giorno del Dottore è stato trasmesso in contemporanea.
Paesi in cui l'episodio è andato in onda in televisione.
Paesi in cui l'episodio è stato proiettato al cinema.
Paesi in cui l'episodio è stato trasmesso sia in televisione che al cinema.

La BBC ha trasmesso l'episodio contemporaneamente in 94 paesi, per evitare fughe di notizie. È entrato nel Guinness dei primati per il più grande simulcast di una serie drammatica. Tra il 23 e il 24 novembre 2013, l'episodio è stato trasmesso in oltre 100 paesi tra cinema e televisione. Seppure tecnicamente non un simulcast di BBC One, in alcuni paesi l'episodio è andato in onda doppiato nelle rispettive lingue.

### Televisione
L'episodio è stato trasmesso nel Regno Unito alle 19:50, preceduto e seguito da altri programmi riguardanti Doctor Who, compreso un after-party. È andato in onda in prima visione su BBC One, BBC One HD, e in 3D sul Red Button di BBC One HD. In Nuova Zelanda è andato in onda su Prime, negli Stati Uniti su BBC America, in Australia su ABC1 e in Canada su Space. Nei paesi anglofoni di Asia e Africa è stato pubblicato da BBC Entertainment. In Italia è stato trasmesso su Rai 4.

### Cinema
L'episodio è inizialmente uscito nei cinema Cineworld, Vue, Odeon e in quelli indipendenti. In Australia nei cinema Hoyts, Event, Village e in selezionati cinema indipendenti. In Canada nei cinema Cineplex e in Nuova Zelanda negli Event Cinemas. Negli Stati Uniti è stato proiettato nei cinema AMC, Century, Cinemark e Regal. In Messico l'episodio è stato distribuito esclusivamente in 20 cinema Cinemark 3D selezionati.
La versione cinematografica è stata preceduta da un'introduzione di Strax, interpretato da Dan Starkey, e dei Dottori, interpretati da John Hurt, David Tennant e Matt Smith.

### Divieti
La British Board of Film Classification ha classificato l'episodio PG a causa della presenza di lieve violenza. Anche l'Australian Classification Board lo ha classificato PG per motivi simili, sottolineando inoltre la presenza molto lieve di tematiche sessuali. In Canada Il giorno del Dottore è stato classificato PG in Alberta, G in Manitoba e G in Quebec.

### Edizione italiana
In Italia, seppur in un primo momento fosse previsto il doppio audio, l'episodio è andato in onda solamente in italiano, circa venti minuti dopo il Regno Unito. Nella prima trasmissione italiana erano presenti diversi errori di traduzione e adattamento. Successivamente alcune parti dell'episodio sono state ridoppiate. Nella seconda versione Tom Baker è doppiato da Diego Reggente, storica voce del Quarto Dottore nei pochi episodi della serie classica doppiati in italiano.

### Edizioni home video
Nel Regno Unito, Il giorno del Dottore è stato pubblicato in DVD e in Blu-ray 3D il 2 dicembre 2013. In Australia il 4 dicembre 2013 e nel Nord America il 10 dicembre 2013. Lo speciale è stato ripubblicato in DVD e Blu-ray l'8 settembre 2014 come parte del 50th Anniversary Collectors Boxset assieme a Il nome del Dottore, La notte del Dottore, Il tempo del Dottore, Un'avventura nello spazio e nel tempo, The Five(ish) Doctors Reboot e contenuti extra. Lo speciale è disponibile in streaming su Amazon Prime.

## Accoglienza

### Ascolti e incassi
Nel Regno Unito, l'episodio ha avuto un totale di 10,18 milioni di spettatori durante la prima visione. Compresi gli spettatori time-shift, la cifra è salita a un totale di 12,8 milioni di spettatori, il rating più alto dall'episodio The Next Doctor del 2008, che aveva totalizzato 13,1 milioni di spettatori. Gli incassi al botteghino per le proiezioni cinematografiche ammontano a 1,7 milioni di sterline, collocandolo al terzo posto in classifica nel Regno Unito per quella settimana, dietro a Hunger Games: La ragazza di fuoco e Gravity. Inoltre, Il giorno del Dottore è stato lo show più richiesto in 24 ore su BBC iPlayer con 1,27 milioni di richieste, arrivate a 2,9 milioni il 3 dicembre 2013. È stato il drama più visto del 2013 in base agli indici di ascolto finali. Ha ricevuto un Appreciation Index di 88.
Il simulcast su BBC America ha avuto un totale di 2,4 milioni di spettatori, il più grande nella storia del canale, fino alla messa in onda di Il tempo del Dottore il mese successivo.
Nel resto del mondo, le proiezioni cinematografiche hanno totalizzato 10,2 milioni di dollari al botteghino, di cui 4,8 milioni di dollari negli Stati Uniti. In Australia, lo speciale ha avuto un totale di 1,95 milioni di spettatori (590.000 in prima visione, 1,36 milioni nella replica serale), mentre al cinema ha incassato 1,54 milioni di dollari australiani, arrivando al terzo posto in classifica. Inoltre, l'episodio ha avuto 51.000 visualizzazioni in un solo giorno nella piattaforma di streaming ABC iview. In Nuova Zelanda, l'episodio ha avuto 42.000 spettatori in simulcast e 177.510 durante la replica serale, divenendo il programma più visto del giorno della rete televisiva Prime, con un totale di 219.510 spettatori. Sulla rete canadese Space l'episodio ha avuto un totale di 1,7 milioni di spettatori nel corso delle sue due trasmissioni, rendendolo il programma di intrattenimento più visto del giorno in Canada, con 1,1 milioni di spettatori durante la prima visione delle 14:50 EST, il numero più alto di sempre. In Italia l'episodio è stato seguito da 363.000 spettatori, con un picco di 434.000 alle 22:16, il miglior risultato della serie in Italia nel 2013.

### Critica
Il giorno del Dottore ha ricevuto recensioni principalmente positive. Ben Lawrence del The Daily Telegraph ha dato allo speciale cinque stelle, chiamandolo "affascinante, eccentrico e molto, molto British."  Jon Cooper del Daily Mirror ha dato all'episodio cinque stelle, dichiarando che "non solo offre ai fan più accaniti una bella reinvenzione del loro programma preferito, ma offre anche agli spettatori occasionali una storia eccezionale e ci ricorda perché amiamo così tanto la serie." SFX ha dato all'episodio cinque stelle su cinque, seppur constatando che non fosse perfetto. La rivista ha elogiato i tre Dottori e ha commentato quanto l'episodio unisse passato, presente e futuro della serie.
Jim Shelley del Daily Mail ha chiamato l'episodio "una combinazione di ingegnoso, caotico e irritante". Non gli sono piaciuti gli effetti speciali, accusando la BBC di assecondare il pubblico americano, oltre a non gradire gli Zygon, ritenendoli "non abbastanza spaventosi", e chiamando Matt Smith e David Tennant "irritanti", sebbene abbia lodato la performance di John Hurt e il cameo di Tom Baker. Chris Taylor di Mashable ha dichiarato che l'episodio è "progettato per piacere sia ai fan sia ai nuovi arrivati" e che "mostra perché il Dottore sta trovando la sua strada in sempre più case e cuori". Viv Grospok del Guardian ha criticato vari elementi dell'episodio, anche se ha concluso che "ne è valsa la pena".

### Primati
La BBC ha trasmesso l'episodio contemporaneamente in 94 paesi, per evitare fughe di notizie. È entrato nel Guinness dei primati per il più grande simulcast di una serie drammatica. Tra il 23 e il 24 novembre 2013, l'episodio è stato trasmesso in oltre 100 paesi tra cinema e televisione.
Secondo SecondSync, "Doctor Who" ha generato quasi 500.000 "tweet" su Twitter durante la sua trasmissione, con un picco verificatosi all'inizio della trasmissione, con 12.939 tweet al minuto. In un sondaggio condotto dal Doctor Who Magazine, Il giorno del Dottore è stato votato come l'episodio più popolare dei 50 anni della serie.

## Riconoscimenti
- 2014 – BAFTA Television Awards
  - Premio del pubblico di Radio Times[10]
- 2014 – Premio Hugo
  - Candidato al premio Hugo per la miglior rappresentazione drammatica, forma breve[116]

## Altri media
Il 5 aprile 2018 è stato pubblicato un romanzo ispirato all'episodio, scritto da Steven Moffat, come parte della Target Collection.

### Location
Tutte le location sono tratte da Doctor Who Magazine Special Edition Volume 38: The Year of the Doctor: The Official Guide to Doctor Who's 50th Anniversary.
1. ↑  Studi di produzione della BBC, Roath Lock (TARDIS dell'Undicesimo Dottore, National Gallery, segrete della Torre di Londra, Black Archive vault, fienile di Gallifrey, Gallifrey War Room): 51.4627°N 3.1565°W
2. ↑  Ivy Tower, Tonna, Neath (Ivy Tower, castle field): 51.676389°N 3.773056°W
3. ↑  Gelligaer Common Road, Bedlinog (dintorni di Londra): 51.663284°N 3.275693°W
4. ↑  MOD St Athan (trasporto in elicottero del TARDIS): 51.404722°N 3.435833°W
5. ↑  Trafalgar Square, Londra (Trafalgar Square, National Gallery): 51.508056°N 0.128056°W